# Wildhüter
Wildhüter ist eine von mehreren Berufsbezeichnungen für Personen, zu deren Kernaufgabenbereich der Schutz des Wildes zählt. Das Aufgabenspektrum dieses Berufes hat sich im Lauf der Geschichte jeweils den örtlichen Erfordernissen angepasst und überschneidet sich oft mit dem eines Berufsjägers oder Rangers.

## Geschichte
In Europa wurden Wildhüter im Mittelalter in Wildbannforsten eingesetzt. Teilweise bewohnten sie Wildhuben und wurden auch Wildhübner genannt. Sie hatten die Aufgabe, die kaiserlichen oder königlichen Regale zu wahren. Hierzu gehörte auch die Hege des Wildes und die Pflege des Waldes sowie die Verpflichtung für gelegentlich vorkommende Jagden, die Beherbergung und Versorgung für Menschen und Tiere sicherzustellen.

## Deutschland
Wildhüter in Deutschland haben je nach Aufgabenspektrum unterschiedliche Bezeichnungen. Die Aufgaben von Wildhütern in Deutschland werden hauptsächlich von Jagdaufsehern und Wildtierschützern im Rahmen von Hege und Jagdschutz wahrgenommen. Unter der Bezeichnung Revierjäger gibt es einen anerkannten Ausbildungsberuf zum Berufsjäger, der oftmals ähnliche Aufgaben erfüllt. Die Bezeichnung Ranger repräsentiert in Deutschland den ersten nichtakademischen Naturschutzberuf. Der Aufgabenbereich von Rangern in Deutschland ist die Betreuung von Mensch und Natur.

## Schweiz
In der Schweiz kann man nach einer zweijährigen Ausbildung die Erlaubnis zum Führen der Berufsbezeichnung Wildhüter/in mit eidgenössischem Fachausweis erlangen. Wildhüter üben in der Schweiz hauptsächlich jagdplanerische, jagdpolizeiliche und hegerische Funktionen aus. Dabei sind sie mit den Rechten der gerichtlichen Polizei ausgestattet und verfolgen Straftaten in den Bereichen Jagd, Fischerei, Natur-, Pilz- und Pflanzenschutz. Eine der Hauptaufgaben der Wildhüter im Kanton Genf ist der Abschuss der dortigen Schalenwildpopulationen.

## Afrika
Der Begriff Wildhüter (englisch Gamekeeper, auch District Wildlife Manager oder Game Warden) bezeichnet meist paramilitärisch organisierte, in der Regel hauptberufliche Angestellte eines Nationalparks oder sonstigen Wildschutzgebietes.
Ihre Aufgaben umfassen teilweise dieselben, wie die von Förstern beim Schutz vor Wilderei von Flora und Fauna. Darüber hinaus nehmen die Wildhüter in den jeweiligen Schutzgebieten oft auch polizeiliche und allgemeine Ordnungsaufgaben wahr. Daneben fallen auch allgemeine Verwaltungsaufgaben der zumeist unbewohnten Gebiete (beispielsweise Vermessung, Überwachung einer eventuellen Landnutzung, naturwissenschaftliche und veterinärmedizinische Tätigkeiten) in ihren Bereich. Der Tourismus und die Beratung, Anleitung und Schulung von Besuchern der Wildschutzgebiete sowie die Überwachung der Einhaltung der Parkordnung bieten weitere Betätigungsfelder.
Dort sind Wildhüter fast ausnahmslos mit Schusswaffen zur Selbstverteidigung ausgestattet, wobei die Bedrohung durch wilde Tiere wie Büffel und Löwen eher gering ist, vielmehr werden die Wildhüter ähnlich wie Polizisten im Schusswaffengebrauch gegen Wilderer trainiert. Gerade der Einsatz gegen Wilderei gewinnt immer mehr an Bedeutung. In manchen afrikanischen Ländern sind Wildhüter deshalb sogar mit Sturmgewehren ausgerüstet, um sich gegen die ebenfalls mit diesen Waffen ausgestatteten Wilderer durchsetzen zu können.

## Amerika
Wildhüter in den USA haben je nach Aufgabe unterschiedliche Namen. Einmal die Park Ranger (Protection Ranger/ Law enforcement ranger), die in ihrem zugewiesenen Parkgelände sämtliche polizeilichen Aufgaben übernehmen, und somit auch für den Schutz von Flora und Fauna zuständig sind.
Weiterhin gibt es die sogenannten Game Wardens (auch Conservation Officer/ National Resource Officer/ Wildlife Officer), welche von Bundes- und Landesumweltbörden eingestellt sind, um polizeiliche Aufgaben in ihrem Zuständigkeitsgebiet durchzuführen. Diese sind mit der Einhaltung von Jagd- und Fischereigesetzen und Umweltschutz-Vorschriften beauftragt, können aber auch weitere polizeiliche Aufgaben übernehmen.